# 16. konjeniški polk (Italija)
16. konjeniški polk Cavalleggeri di Lucca (izvirno italijansko 16º Reggimento di Cavalleria di linea) je bil konjeniški polk Kraljeve sardinske in Kraljeve italijanske kopenske vojske.